# Chuva alcalina
A chuva alcalina, ou precipitação alcalina, acontece quando minerais, como cálcio, alumínio ou magnésio se combinam com outros minerais para formar resíduos alcalinos que são emitidos na atmosfera, absorvidos por gotículas de água nas nuvens e, posteriormente, caem como chuva. Ela pode ocorrer por causas naturais ou antropogênicas. Ambientes aquáticos são especialmente afetados pela precipitação alcalina. Como a precipitação alcalina pode ser prejudicial ao meio ambiente, é importante utilizar os métodos disponíveis, como controle da poluição do ar, solidificação e estabilização, e, quando necessário, remediação para gerenciá-la.

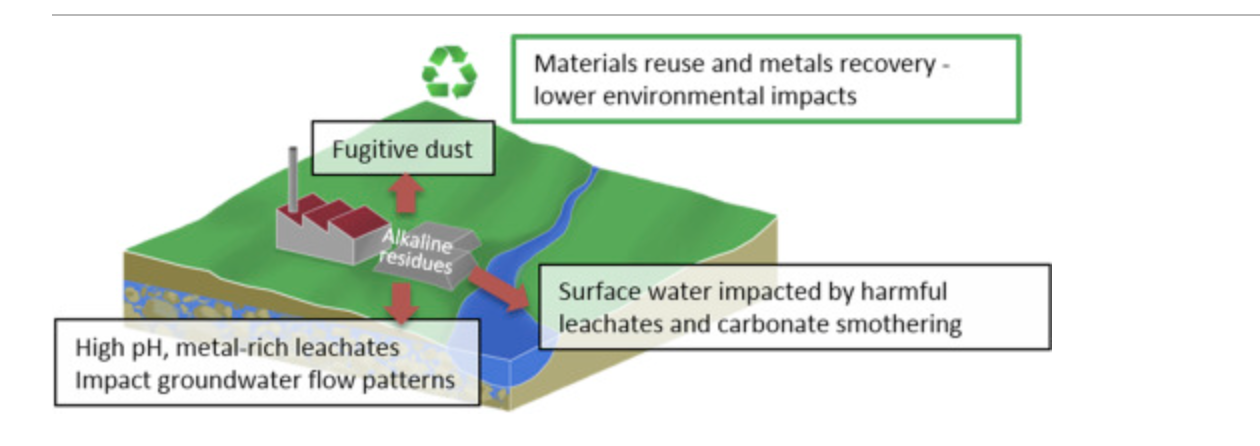
O impacto do resíduo alcalino no meio ambiente. Os processos industriais produzem resíduos alcalinos que vazam para o meio ambiente, como águas subterrâneas alterando o pH ou podem se tornar poeira fugitiva no ar.

## Causas naturais
Embora a maioria das chuvas naturais seja ligeiramente ácida, a chuva alcalina também pode ocorrer em condições naturais que não tenham impacto significativo dos poluentes. As chuvas alcalinas naturais das áreas semiáridas carregam uma quantidade substancial de poeira mineral levantada da convecção do solo do deserto e transportada pelos ventos. Depois de se misturar com o vapor d'água, são carregados pelas nuvens e depositados no solo na forma de poeira de chuva.

## Causas antropogênicas
A principal causa da chuva alcalina são as emissões de fábricas e depósitos de lixo. A poeira mineral contendo grandes quantidades de compostos alcalinos, como o carbonato de cálcio, também pode aumentar o pH da precipitação e contribuir para a chuva básica. A chuva alcalina pode ser vista como oposta à chuva ácida. Processos industriais como combustão de carvão, calcário, minério de cromo, extração de alumina, fabricação de ferro e aço podem causar poluição ao produzir resíduos alcalinos. Esses resíduos são significativos e crescentes no fluxo global e são compostos de óxidos de sódio, cálcio ou magnésio que são hidratados para produzir hidróxidos solúveis. Outras fontes possíveis são as superfícies de estradas não pavimentadas e solos que são cobertos por grandes quantidades de elementos alcalinos (por exemplo, sódio, cálcio, magnésio e potássio).

### Impactos da precipitação alcalina
A precipitação alcalina aumenta o pH da água da chuva para 8,5-10, causando distúrbios nos ecossistemas aquáticos. Esses distúrbios podem causar alterações fisiológicas na vida aquática, alterando as taxas em que a amônia é dissipada, o que leva ao acúmulo nos organismos. A mudança de pH na água pode causar precipitação de calcita de lixiviados alcalinos que sufocam os habitats aquáticos bentônicos e litorâneos, além de reduzir a penetração da luz.

### Formas de controle
O controle da poluição do ar pode ser obtido por duas práticas de gestão de reciclagem de material cerâmico ou aterro sanitário após o tratamento. Essas práticas são viabilizadas por diversos métodos de tratamento de solidificação/estabilização, térmicos, ou mistos. O método mais utilizado para lidar com esses tipos de resíduos como a bauxita é a solidificação/estabilização. A remediação de lixiviados alcalinos requer aeração ativa para promover a carbonatação, recirculação das águas de drenagem sobre os resíduos armazenados ou lagunados, e dosagem de ácido. Ácidos fortes (por exemplo, ácido clorídrico e ácido sulfúrico) também são usados para neutralizar o pH; este processo é usado em indústrias de processamento, mas o escoamento líquido pode permanecer tóxico para ambientes aquáticos. As zonas úmidas também são um remédio de baixo custo para lixiviados alcalinos.